# Jan Heller Levi
Jan Heller Levi (* 1954 in New York) ist eine US-amerikanische Lyrikerin.
Heller Levi wuchs in Baltimore auf, verbrachte ein Jahr am Beloit College in Wisconsin und schloss ihre Studien 1977 mit einem B. A. ab. Sie arbeitete einige Jahre als freie Schriftstellerin und kümmerte sich um die Public Relations z. B. der Carnegie Hall, der Franklin and Eleanor Roosevelt Foundation und des Museum of Modern Art. Nachdem sie ein Jahr in Europa verbracht hatte, wechselte sie, wohl unter dem Einfluss ihres ersten Mannes, Ken Sofer, zu einem Kunstmagazin. Von 1978 bis 1980 war sie die persönliche Assistentin Muriel Rukeysers. Heute lebt sie mit ihrem zweiten Mann, dem Schweizer Schriftsteller Christoph Keller, zeitweise in Manhattan, zeitweise in St. Gallen. Bis 1996 war sie bei der Times beschäftigt. Neben der Arbeit an ihren eigenen Gedichten nahm sie zeitweise auch Lehraufträge an, so in Hunter, am Sarah Lawrence College und am Poetry Center of the 92. Street. Außerdem fungiert sie als Herausgeberin und Biographin.

## Werke
- Once I Gazed at You in Wonder, 1999
- Skyspeak, 2005

- (Hg.), A Muriel Rukeyser Reader, 1994
- (Hg.), The Collected Poems of Muriel Rukeyser
- (Hg., zusammen mit Sara Miles), Directed by Desire: The Collected Poems of June Jordan

## Auszeichnungen
- Walt Whitman Award der Academy of American Poets (für Once I Gazed at You in Wonder) (1998)
- George Bogin Memorial Award der Poetry Society of America (1998)
- Emily Dickinson Award der Poetry Society of America